# Jujie Luan
Jujie Luan (kinesiska: 栾菊杰; pinyin: Luán Jújié), född den 14 juli 1958 i Nanjing, Kina, är en kinesisk fäktare som tog OS-guld i damernas florett i samband med de olympiska fäktningstävlingarna 1984 i Los Angeles.